# Рамуш, Виктор
Виктор Рамуш (порт. Victor Ramos; род. 14 апреля 1970, Бобонару, Бобонару) — индонезийский и восточнотиморский боксёр. Участник летних Олимпийских игр 2000 года.

## Биография
Виктор Рамуш родился 14 апреля 1970 года в индонезийском городе Бобонару (сейчас в Восточном Тиморе).
В 1995—1996 годах был любителем, в 1996—2001 годах — профессионалом. Первый поединок провёл 29 июля 1996 года в Халландейл-Бич, победив Ричарда Гранта из Ямайки. Провёл 18 профессиональных боёв, одержал семь побед (две нокаутом), потерпел десять поражений (пять нокаутом) и завершил один поединок вничью.
В 1997 году завоевал бронзовую медаль на Играх Юго-Восточной Азии в Джакарте.
В 2000 году в числе четырёх спортсменов из Восточного Тимора в связи с отсутствием в стране национального олимпийского комитета вошёл в состав сборной индивидуальных олимпийских атлетов на летних Олимпийских играх в Сиднее. В весовой категории до 60 кг в 1/16 финала проиграл Рэю Нару из Ганы — судья остановил бой на первой минуте второго раунда. Был знаменосцем сборной индивидуальных олимпийских атлетов на церемонии открытия Олимпиады.